# 135 Hertha
135 Hertha је астероид главног астероидног појаса. Приближан пречник астероида је 79,24 km,
а средња удаљеност астероида од Сунца износи 2,429 астрономских јединица (АЈ).
Инклинација (нагиб) орбите у односу на раван еклиптике је 2,305 степени, а орбитални период износи 1383,068 дана (3,786 године). Ексцентрицитет орбите астероида износи 0,205.
Апсолутна магнитуда астероида износи 8,23 а геометријски албедо 0,143.
Астероид је откривен 18. фебруара 1874. године.